# Smaïl Benyamina
Smaïl Benyamina (en arabe : سماعيل بن يمينة) est un footballeur algérien né le 2 juin 1983 à Tlemcen. Il évoluait au poste d'attaquant.

## Biographie
Il évolue en première division algérienne avec son club formateur, le WA Tlemcen et l'USM Alger. Il dispute 38 matchs en inscrivant cinq buts en Ligue 1.